# Vigia (kommun)
Vigia är en kommun i Brasilien.   Den ligger i delstaten Pará, i den nordöstra delen av landet, 1 700 km norr om huvudstaden Brasília. Antalet invånare är 47 902.
Följande samhällen finns i Vigia:
- Vigia

I omgivningarna runt Vigia växer i huvudsak städsegrön lövskog. Runt Vigia är det ganska glesbefolkat, med 32 invånare per kvadratkilometer.